# Padaczka
Padaczka, epilepsja – grupa przewlekłych chorób neurologicznych charakteryzujących się napadami padaczkowymi. Napad padaczkowy jest wyrazem przejściowych zaburzeń czynności mózgu, polegających na nadmiernych i gwałtownych, samorzutnych wyładowaniach bioelektrycznych w komórkach nerwowych. Napady są epizodami o różnym nasileniu, od krótkich i prawie niezauważalnych, po długie, silne wstrząsy. Napady powtarzają się i nie mają bezpośredniej przyczyny, natomiast napady pojawiające się na skutek konkretnej przyczyny nie muszą wiązać się z tą chorobą.
W większości przypadków przyczyna choroby jest nieznana, przy czym u wielu osób epilepsja rozwija się m.in. na skutek urazu mózgu, udaru, guza mózgu, a także stosowania narkotyków i nadużywania alkoholu. Napady padaczkowe są wynikiem nadmiernej, nieprawidłowej aktywności komórek nerwowych kory mózgu. Diagnoza zwykle opiera się na wyeliminowaniu innych chorób mogących dawać podobne objawy (np. omdlenie) oraz sprawdzeniu, czy istnieją bezpośrednie przyczyny tych objawów. Diagnozę padaczki zwykle potwierdza się elektroencefalogramem (EEG).
Padaczka jest zasadniczo nieuleczalna, jednak w niemal 70% przypadków jej napady można kontrolować lekami. W przypadkach braku reakcji na leki można rozważyć leczenie operacyjne, neurostymulację, lub wprowadzić zmiany w diecie. Padaczka nie zawsze jest chorobą dożywotnią i u wielu osób następuje poprawa do tego stopnia, że przyjmowanie leków staje się niepotrzebne.
Na padaczkę cierpi ok. 1% ludzi na całym świecie (65 milionów), przy czym niemal 80% z nich mieszka w krajach rozwijających się. Liczba zachorowań wzrasta z wiekiem. W krajach rozwiniętych nowe przypadki padaczki odnotowywane są głównie u niemowląt i osób starszych; w krajach rozwijających się natomiast u starszych dzieci i ludzi młodych. Dzieje się tak na skutek różnicy w przyczynach choroby. Około 5–10% wszystkich osób doświadcza nieprowokowanego napadu przed ukończeniem 80 roku życia, a prawdopodobieństwo wystąpienia drugiego napadu wynosi 40 do 50%. W wielu częściach świata osoby cierpiące na padaczkę nie mogą prowadzić pojazdów lub ich zdolność do prowadzenia jest ograniczona, ale może być przywrócona po pewnym okresie bezepizodowym.

## Objawy

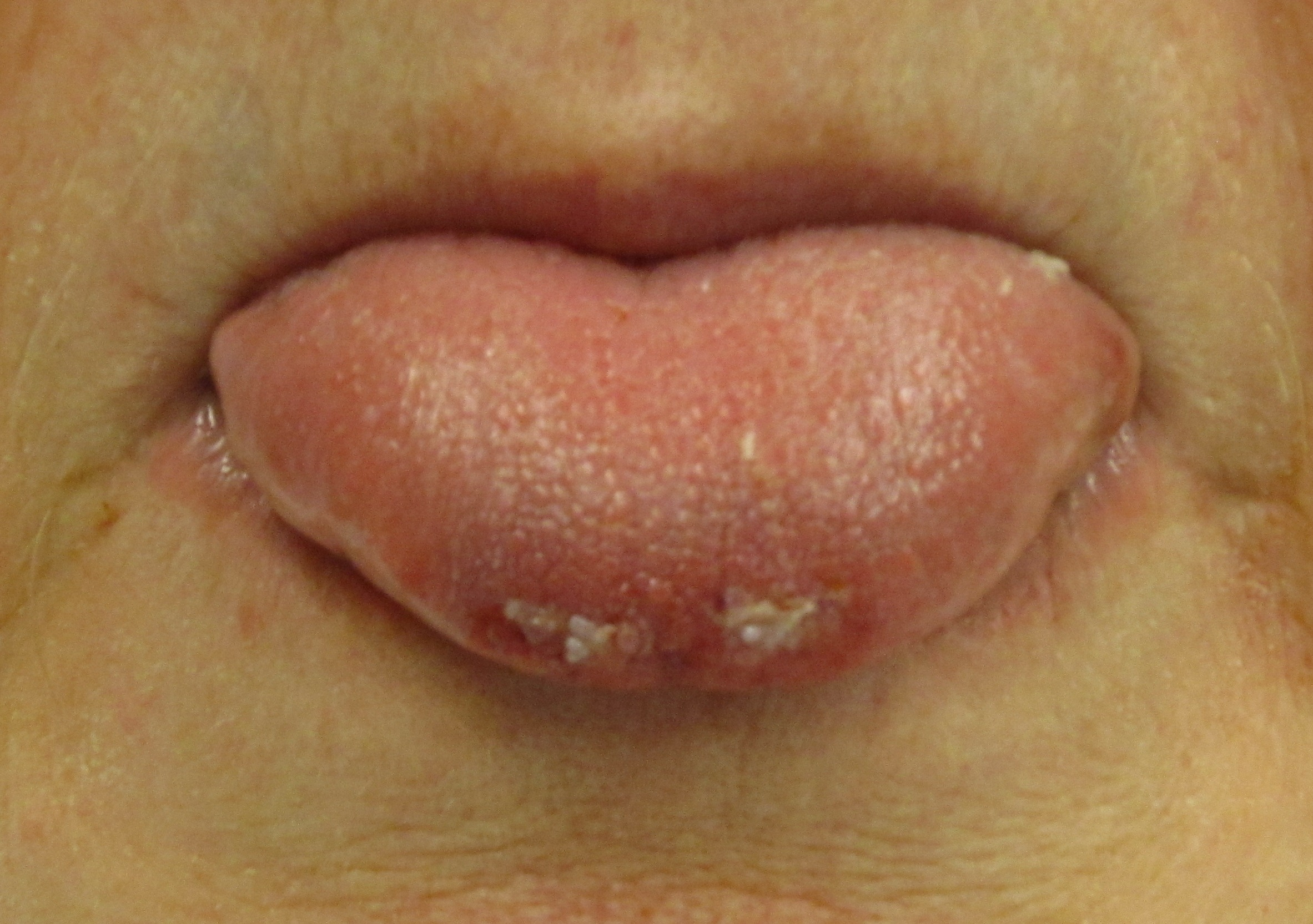
Przygryzienie języka podczas napadu

Padaczka cechuje się długoterminowym ryzykiem nawracających napadów. Napady te mogą mieć różne rodzaje, w zależności od tego, która część mózgu jest w nie zaangażowana, oraz od wieku chorego.

### Napady padaczkowe
Najczęstszym typem (60%) napadów są napady drgawkowe. Dwie trzecie z nich zaczyna się jako napady ogniskowe (mogące następnie przejść w uogólnione), natomiast jedna trzecia początkowo ma postać napadów uogólnionych. Pozostałe 40% to napady bezdrgawkowe, których przykładem są napady nieświadomości polegające na chwilowej utracie świadomości, napad trwa około 10 sekund.
Napady ogniskowe zwykle są poprzedzone aurą, czyli objawami zwiastującymi napad. Mogą to być zaburzenia zmysłowe (wzrokowe, słuchowe i węchowe), psychiczne, autonomiczne bądź motoryczne. Drgawki mogą rozpocząć się w jednej grupie mięśni i rozprzestrzeniać na kolejne, sąsiadujące grupy, taki stan jest nazywany napadem typu Jacksona. Mogą wystąpić automatyzmy, czyli automatyczne wykonywanie czynności bez udziału świadomego myślenia. Zwykle polegają na wykonywaniu prostych, powtarzalnych ruchów (mlaskanie itp.) lub bardziej złożonych (przykładem może być próba podniesienia przedmiotu).
Wyróżnia się sześć typów uogólnionych napadów padaczkowych: napady toniczno-kloniczne, toniczne, kloniczne, miokloniczne, atoniczne i napady nieświadomości. Zawsze przebiegają one z utratą świadomości i zazwyczaj nie są poprzedzone żadnymi zwiastunami. Napady toniczno-kloniczne początkowo objawiają się skurczem kończyn, po czym może dojść do wygięcia grzbietu w łuk. Faza trwa 10–30 sekund (faza toniczna). Czasami chory wydaje z siebie krzyk wywołany skurczem mięśni klatki piersiowej. Następnie kończyny zaczynają wpadać w rytmiczne i symetryczne skurcze (faza kloniczna). Napady toniczne charakteryzują się nagłym zesztywnieniem całego ciała lub grup mięśni. Chory często sinieje, ponieważ dochodzi do zatrzymania oddechu. Napady kloniczne polegają na uogólnionych drgawkach całego ciała.
Po ustaniu drgawek może minąć 10–30 minut, nim chory powróci do zwyczajnego stanu, ten okres jest nazywany fazą ponapadową.
Podczas napadu może dojść do utraty kontroli pęcherza i zwieraczy; może również nastąpić przygryzienie języka na jego końcu lub z boku. W przypadku napadu toniczno-klonicznego przygryzienia w bocznej części występują częściej. Przygryzienia są również częste w wypadku psychogennych napadów rzekomopadaczkowych.
Napady miokloniczne to nagłe, silne skurcze symetrycznych grup mięśni. Napady nieświadomości mogą być łagodne i jedynie obejmować przechylenie głowy lub mruganie. Chory nie upada i powraca do normalnego stanu natychmiast po napadzie. Napady atoniczne powodują nagłą utratę napięcia mięśniowego na okres dłuższy niż jedna sekunda. Zazwyczaj zanik napięcia występuje obustronnie.
Około 6% cierpiących na epilepsję doświadcza napadów w wyniku działania czynników zewnętrznych, mają one więc charakter odruchowy. U chorych na padaczkę odruchową napad padaczkowy jest wyzwalany jedynie przez konkretny bodziec zewnętrzny. Zazwyczaj napady padaczkowe wyzwalane są przez bodźce, jak migotające światła i nagłe dźwięki. W niektórych przypadkach napady częściej mają miejsce podczas snu, w innych występują niemal wyłącznie podczas snu.

### Okres ponapadowy
Po ustąpieniu napadu zazwyczaj następuje okres ponapadowy, charakteryzujący się splątaniem poprzedzającym powrót do prawidłowego stanu świadomości. Zazwyczaj trwa ono od 3 do 15 minut, choć może utrzymywać nawet do kilku godzin. Inne częste objawy obejmują zmęczenie, ból głowy, trudności w mówieniu oraz nietypowe zachowanie. Psychoza ponapadowa jest dość powszechna i występuje u 6–10% chorych. Często chorzy nie pamiętają, co zaszło w tym okresie. Miejscowe porażenie, znane jako porażenie Todda, może wystąpić po napadzie ogniskowym. Zazwyczaj trwa od kilkunastu sekund do kilku minut lub godzin; w niektórych wypadkach może jednak trwać do dwóch dni.

### Podłoże psychosocjologiczne
Padaczka może mieć negatywny wpływ na psychikę chorego i jego funkcjonowanie w społeczeństwie. Chorzy mogą być izolowani społecznie, stygmatyzowani lub traktowani jak jednostki niepełnosprawne. Może to skutkować niższym poziomem wykształcenia i niekorzystnymi perspektywami zawodowymi. Trudności w nauce powszechnie występują u chorych na padaczkę, szczególnie wśród dzieci. Stygmat padaczki może również wpływać negatywnie na rodziny chorych.
Niektóre zaburzenia występują częściej u osób z padaczką, co częściowo jest związane z rodzajem występującego objawu padaczkowego. Zaburzenia te obejmują depresję, zaburzenia lękowe oraz migrenę. ADHD występuje trzy do pięciu razy częściej u dzieci z padaczką w porównaniu do ogólnej populacji. ADHD i epilepsja mają znaczący wpływ na dziecko w zakresie zachowania, nauki i rozwoju społecznego. Padaczka występuje częściej również u osób z autyzmem.

## Przyczyny
Padaczka nie jest pojedynczą chorobą, lecz objawem będącym wynikiem różnych zaburzeń. Z definicji napady występują nagle i nie mają konkretnej przyczyny, takiej jak ostra choroba. Przyczyny padaczki mogą być związane z podłożem genetycznym lub podłożem strukturalnym i zaburzeniami metabolicznymi, jednak w 60% przypadków przyczyna nie jest znana. Choroby genetyczne, wady wrodzone i zaburzenia rozwoju psychicznego to najbardziej powszechne przyczyny padaczki wśród ludzi młodych, podczas gdy nowotwory mózgu i udar mózgu występują częściej u osób starszych. Napady mogą również wystąpić w wyniku innych problemów zdrowotnych. Jeśli wystąpią w powiązaniu z konkretną przyczyną, np. udarem, urazem głowy lub zaburzeniami metabolicznymi, klasyfikuje się je jako napady objawowe. Wiele z przyczyn ostrych napadów objawowych może wywołać późniejsze napady nazywane wtórną padaczką.

### Podłoże genetyczne
Uważa się, że podłoże genetyczne ma pewien, pośredni lub bezpośredni, wpływ w większości przypadków choroby. Defekt pojedynczego genu jest przyczyną niektórych rodzajów padaczki (1–2%); w większości wypadków przyczyną jest jednak interakcja wielu genów i czynników środowiskowych. Mutacje pojedynczego genu są rzadkie i opisano jedynie 200 przypadków choroby o tym podłożu. Niektóre z genów wpływają na kanał jonowy, enzymy, receptor GABA i receptory sprzężone z białkami G.
W przypadku bliźniąt jednojajowych, jeżeli jedno z bliźniąt cierpi na padaczkę, prawdopodobieństwo, że drugie również będzie na nią cierpiało, wynosi 50–60%. W przypadku dwojaczków ryzyko to wynosi 15%. Jest ono jeszcze większe, jeśli napady są uogólnione, a nie ogniskowe. Jeżeli para bliźniąt cierpi na padaczkę, w większości przypadków mają one ten sam objaw padaczkowy (70–90%). Ryzyko wystąpienia padaczki jest pięć razy większe u bliskich krewnych osoby z tą chorobą w porównaniu z resztą populacji. Około 1 do 10% osób z zespołem Downa i 90% z zespołem Angelmana cierpi na padaczkę.

### Przyczyny wtórne
Padaczka może wystąpić na skutek innych schorzeń, np. nowotworów, udaru mózgu, urazów głowy, wcześniej przebytych infekcji ośrodkowego układu nerwowego, zaburzeń genetycznych oraz na skutek urazu mózgu w trakcie porodu. Prawie 30% osób cierpiących na nowotwór mózgu ma padaczkę i stanowią one 4% wszystkich przypadków choroby. Prawdopodobieństwo wzrasta przy nowotworach zlokalizowanych w płacie skroniowym oraz nowotworach o powolnym wzroście. Inne uszkodzenia (naczyniaki jamiste, wady tętniczo-żylne) pociągają za sobą ryzyko w wysokości 40–60%. U 2–4% osób, które miały napad, rozwija się padaczka. W Wielkiej Brytanii udary mózgu stanowią 15% przypadków padaczki i uważa się, że są przyczyną napadów wśród 30% osób starszych. Uważa się, że od 6 do 20% przypadków padaczki jest skutkiem urazu głowy. Wstrząśnienie mózgu podnosi ryzyko dwukrotnie, a urazowe uszkodzenie mózgu nawet siedmiokrotnie. U osób, które przeżyły postrzał w głowę, ryzyko to wynosi 50%.
Ryzyko epilepsji na skutek zapalenia opon mózgowo-rdzeniowych wynosi niecałe 10%; choroba ta najczęściej skutkuje napadami w trakcie jej przebiegu. W przypadku opryszczkowego zapalenia mózgu ryzyko wystąpienia napadu wynosi 50%; wysokie jest także ryzyko późniejszego rozwoju padaczki (do 25%). Zakażenie tasiemcem uzbrojonym, które może doprowadzić do wągrzycy ośrodkowego układu nerwowego. Padaczka może również wystąpić w wyniku innych schorzeń mózgu, między innymi malarii, toksoplazmozy, toksokarozy. Stałe nadużywanie alkoholu również zwiększa ryzyko padaczki: wśród osób przyjmujących sześć jednostek alkoholu dziennie (60 g czystego etanolu) jest ono dwa i pół raza wyższe. Inne czynniki ryzyka obejmują chorobę Alzheimera, stwardnienie rozsiane, stwardnienie guzowate i autoimmunologiczne zapalenie mózgu. Szczepienia nie powodują wzrostu ryzyka zachorowania na padaczkę. Niedożywienie jest czynnikiem ryzyka powszechnym w krajach rozwijających się, nie ma jednak pewności, czy jest ono przyczyną bezpośrednią, czy jest jedynie powiązane z padaczką.

### Zespoły padaczkowe
Istnieje szereg zespołów padaczkowych zazwyczaj kategoryzowanych na podstawie wieku rozpoznania: w okresie noworodkowym, dzieciństwie, dorosłości; istnieją także zespoły nieposiadające silnego związku z wiekiem chorego. Ponadto istnieją konkretne kombinacje objawów, objawy wywołane przyczynami metabolicznymi i strukturalnymi oraz objawy o nieznanym podłożu. Możliwość klasyfikacji przyczyny padaczki według konkretnego objawu występuje częściej w przypadku dzieci. Niektóre rodzaje obejmują łagodną padaczkę częściową z iglicami w okolicy centralnoskroniowej (padaczka rolandyczna, 2,8 na 100 000), zespół Friedmana (0,8 na 100 000) oraz młodzieńczą padaczkę miokloniczną (0,7 na 100 000). Drgawki gorączkowe i łagodne drgawki noworodkowe nie są formami epilepsji.

## Mechanizm
Zazwyczaj aktywność elektryczna mózgu nie jest synchroniczna. W przypadku napadów padaczkowych, na skutek zaburzeń strukturalnych i funkcjonalnych w mózgu, dochodzi do nieprawidłowych, nadmiernych i zsynchronizowanych wyładowań neuronów. Skutkuje to falą depolaryzacji, czyli napadową zmianą kierunku depolaryzacji.
Zazwyczaj po tym, jak dochodzi do wyładowania neuronu pobudzającego, uodparnia się on na wyładowania na pewien czas. Dzieje się tak na skutek działań neuronów hamujących, zmiany ładunku elektrycznego neuronu pobudzającego i hamującego wpływ adenozyny. W przypadku padaczki neurony pobudzające mają obniżoną odporność na pobudzenie. Może to być efekt zmian w kanałach jonowych lub nieprawidłowej funkcji neuronów. W rezultacie powstaje wtedy specyficzny obszar, w którym dochodzi do generacji napadu, tzw. „ognisko napadu”. Innym mechanizmem jest aktywacja w górę (tzw. up-regulation) neuronów pobudzających i regulacja w dół (tzw. down-regulation) neuronów hamujących w następstwie urazu mózgu. Takie wtórne padaczki pojawiają się na drodze procesu znanego jako epileptogeneza. Nieszczelność bariery krew-mózg może również być mechanizmem przyczynowym, ponieważ dopuszcza do transportu substancji z krwi do płynu mózgowo-rdzeniowego.
Napady ogniskowe rozpoczynają się w jednej z półkul mózgu, podczas gdy napady uogólnione w obu półkulach. Niektóre rodzaje napadów mogą zmienić strukturę mózgu, a inne wydają się mieć na nią niewielki wpływ. Glejoza, utrata neuronów i atrofia niektórych obszarów mózgu mają związek z padaczką, choć nie jest jasne, czy choroba jest skutkiem tych zmian, czy też te zmiany są wywołane przez padaczkę.

## Rozpoznanie

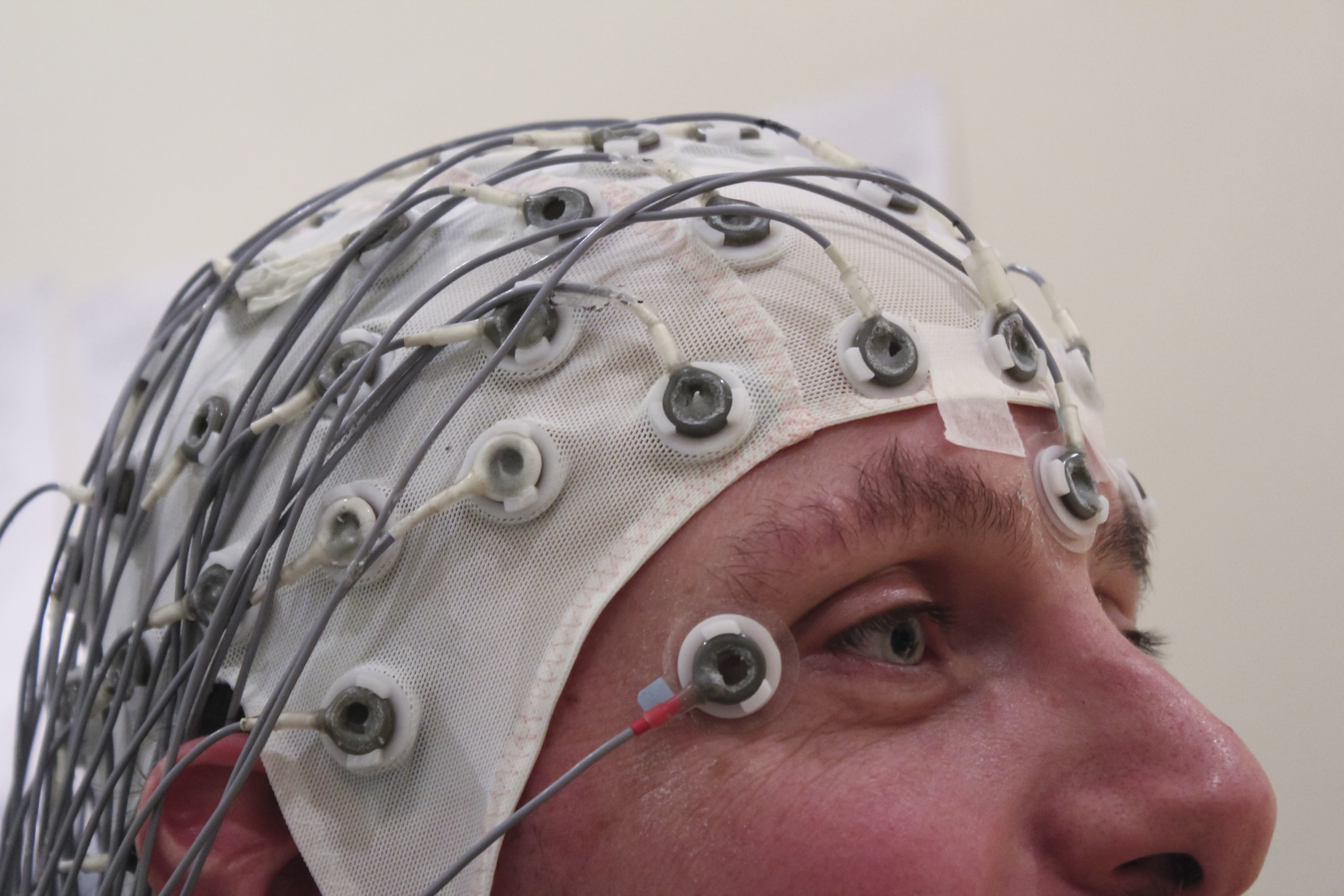
Elektroencefalogram może pomoc w lokalizowaniu ogniska napadu padaczkowego.

Padaczkę diagnozuje się zazwyczaj na podstawie opisu napadu i jego okoliczności. Elektroencefalogram i neuroobrazowanie są zazwyczaj częścią profilu badań. Często lekarz stara się zidentyfikować określony zespół padaczkowy, jednak nie zawsze jest to możliwe. Elektroencefalogram może być użyteczny w trudnych przypadkach.

### Definicja
Padaczka jest definiowana jako dwa lub więcej napady padaczkowe występujące w odstępie powyżej 24 godzin i nieposiadające wyraźnej przyczyny. Napad padaczkowy jest definiowany jako tymczasowe objawy będące skutkiem nieprawidłowej aktywności elektrycznej mózgu. Może być także postrzegana jako zaburzenie, na które cierpią osoby, u których wystąpił przynajmniej jeden napad padaczkowy z ciągłym ryzykiem wystąpienia kolejnych.
W 2014 roku Międzynarodowa Liga Przeciwpadaczkowa zdefiniowała chorobę jako stan, w którym chory spełnia jeden z następujących warunków:
1. co najmniej dwa niesprowokowane napady drgawek w odstępie powyżej 24 godzin,
2. jeden niesprowokowany napad i prawdopodobieństwo wystąpienia dalszych napadów w ciągu kolejnych 10 lat podobne do ryzyka nawrotu po dwóch niesprowokowanych napadach (co najmniej 60%),
3. rozpoznanie zespołu padaczkowego.

Jest to rozwinięcie definicji padaczki z 2005 roku jako „zaburzenia mózgu charakteryzującego się trwałą predyspozycją do napadów padaczkowych oraz neurobiologicznymi, kognitywnymi, psychologicznymi i społecznymi konsekwencjami choroby. Definicja padaczki wymaga wystąpienia przynajmniej jednego napadu padaczkowego”.

### Klasyfikacja
Osoby, u których występują napady, powinny zostać sklasyfikowane według rodzaju napadu, przyczyn leżących u jego podstawy, objawów padaczki oraz okoliczności w czasie napadu. Rodzaje padaczki zależą od tego, czy źródło padaczki w mózgu jest zlokalizowane (napad ogniskowy), czy rozproszone (napad uogólniony). Napady uogólnione są dzielone ze względu na ich kliniczne skutki i wyszczególnia się napady: toniczno-kloniczne (grand mal), toniczne, kloniczne, atoniczne, miokloniczne oraz napady nieświadomości (petit mal). Niektóre napady, na przykład zgięciowe (znane jako zespół Westa), są nieznanego rodzaju.
Napady ogniskowe (nazywane wcześniej napadami częściowymi) dzieli się na proste częściowe i częściowe złożone. Podział ten obecnie nie jest zalecany, natomiast preferuje się opis przebiegu napadu.

### Badania laboratoryjne
W przypadku dorosłych ważną rolę w wykluczaniu zaburzeń mogących stanowić przyczynę napadu odgrywają badania stężenia elektrolitów (w tym wapnia) i badanie stężenia glukozy we krwi. Przy pomocy badania EKG można wykluczyć zaburzenia rytmu serca. Punkcja lędźwiowa może być pomocna w diagnostyce zakażenia ośrodkowego układu nerwowego, jednakże jest niezalecana jako element rutynowej diagnostyki padaczki. W przypadku dzieci mogą być konieczne dodatkowe badania, na przykład badanie biochemiczne moczu i badanie krwi w celu wykrycia zaburzeń metabolicznych.
Stwierdzenie wysokiego stężenia prolaktyny w ciągu pierwszych 20 minut po wystąpieniu napadu może pomóc potwierdzić napad padaczkowy i wykluczyć tym samym psychogenne napady rzekomopadaczkowe. Badanie stężenia prolaktyny jest mniej pomocne w celu wykrycia napadów częściowych, gdyż wystąpienie napadu padaczkowego jest możliwe również wtedy, gdy stężenie jest w normie. Ponadto stężenie prolaktyny nie pozwala na odróżnienie napadu padaczkowego od omdlenia. Dlatego badanie nie jest zalecane do rutynowej diagnostyki padaczki.

### EEG
Można przeprowadzić badanie elektroencefalograficzne (EEG), aby zobrazować aktywność mózgu wskazującą na podwyższone ryzyko wystąpienia napadów. Jest ono zalecane wyłącznie u pacjentów, którzy prawdopodobnie doznali napadu padaczkowego, uwzględniając stwierdzone objawy. W diagnostyce padaczki badanie elektroencefalograficzne może pomóc w określeniu rodzaju napadu lub występującego zespołu padaczkowego. W przypadku dzieci zazwyczaj stosuje się je po wystąpieniu drugiego napadu. Nie można go stosować do wykluczenia diagnozy padaczki, a jego wynik może być fałszywie dodatni u osób niecierpiących na padaczkę. W pewnych sytuacjach przeprowadzenie EEG może być łatwiejsze, gdy pacjent śpi lub jest po nieprzespanej nocy.

### Obrazowanie
Diagnostyka obrazowa przy pomocy tomografii komputerowej (TK) oraz rezonansu magnetycznego (MRI) jest zalecana po wystąpieniu pierwszych niegorączkowych drgawek w celu wykrycia zaburzeń organicznych w mózgu i otaczających go struktur. Ogólnie MRI jest lepszym badaniem obrazowym, z wyjątkiem przypadków, gdy podejrzewa się krwawienie wewnątrzczaszkowe, ponieważ tomografia komputerowa jest bardziej czułą metodą i bardziej dostępną. Jeśli pacjent z napadem przebywa w izbie przyjęć i szybko powraca do normalnego stanu, badania obrazowe można przeprowadzić w późniejszym czasie. Jeśli uprzednio zdiagnozowano u pacjenta padaczkę i przeprowadzono badania obrazowe, zazwyczaj nie ma konieczności ponownego przeprowadzania badania, nawet w przypadku kolejnych napadów.

### Diagnostyka różnicowa
Zdiagnozowanie padaczki może być trudne, a błędna diagnostyka jest częstym zjawiskiem (występuje w ok. od 5% do 30% przypadków). W przypadku wielu innych stanów mogą występować objawy bardzo podobne do objawów padaczki, w tym: omdlenie, hiperwentylacja, migrena, narkolepsja, napad paniki i psychogenne napady rzekomopadaczkowe (PNES). Około jeden na pięciu pacjentów w ośrodkach leczenia padaczki ma PNES, przy czym 10% pacjentów z PNES także cierpi na padaczkę. Rozróżnienie tych dwóch stanów wyłącznie w oparciu o analizę napadów bez dodatkowych badań jest często trudne.
U dzieci mogą występować zachowania, które łatwo można pomylić z napadami padaczkowymi. Obejmują one: napady afektywnego bezdechu, moczenie nocne, koszmary nocne, tiki i napady dreszczy. Refluks żołądkowo-przełykowy może powodować wygięcie pleców i skręcenie głowy w bok u niemowląt (zespół Sandifera). Może być on mylnie postrzegany jako napad toniczno-kloniczny.

## Profilaktyka
Podczas gdy wielu przypadkom nie da się zapobiec, działania w celu ograniczenia urazów głowy podczas napadu, zapewnienie odpowiedniej opieki w trakcie porodu i ograniczenie występowania w otoczeniu pasożytów, jakim jest przykładowo tasiemiec uzbrojony, mogą być skuteczne. Działania podjęte w jednym z regionów Ameryki Środkowej, mające na celu ograniczenie występowania w środowisku tasiemca uzbrojonego, pozwoliły na obniżenie liczby nowych przypadków padaczki o 50%.

## Postępowanie
Leczenie padaczki zazwyczaj wdraża się po wystąpieniu drugiego ataku, polega ono na codziennym podawaniu leków przeciwpadaczkowych, przy czym w przypadku osób o wysokim ryzyku podawanie leku można rozpocząć już po wystąpieniu pierwszego ataku. W niektórych przypadkach może być wymagana specjalna dieta, wszczepienie neurostymulatora lub przeprowadzenie zabiegu neurochirurgicznego.

### Pierwsza pomoc
Ułożenie chorego z napadem toniczno-klonicznym na bok i umieszczenie go w pozycji bezpiecznej (pozycja boczna ustalona) pomaga zapobiec przedostaniu się płynów do dróg oddechowych i zachłyśnięciu. Nie zaleca się wkładania do ust palców, blokady zgryzu lub szpatułki, ponieważ może to spowodować wymioty lub pacjent może ugryźć ratownika. Należy podjąć działania zapobiegające otrzymywaniu dalszych urazów u osoby, która doznała napadu. Nie wymaga się podejmowania środków zapobiegających urazom kręgosłupa.
Jeśli napad trwa dłużej niż 5 minut lub jeśli wystąpiły więcej niż dwa napady w ciągu godziny i w przerwie pomiędzy nimi pacjent nie powrócił do stanu sprzed napadu, wówczas jest to stan zagrożenia życia i nazywa się go stanem padaczkowym. Może on wymagać postępowania mającego na celu utrzymanie drożności dróg oddechowych; w tym przypadku może być pomocna rurka nosowa. Zalecanym wstępnym lekiem długodziałającym w warunkach domowych jest midazolam, który jest stosowany doustnie. Diazepam można także stosować w formie czopka. W szpitalu preferowane jest podanie dożylne lorazepamu. Jeśli dwie dawki benzodiazepiny nie są skuteczne, zaleca się stosowanie innych leków, w tym fenytoiny. Stan padaczkowy, który jest oporny na wstępne leczenie, zazwyczaj wymaga skierowania pacjenta na oddział intensywnej terapii oraz leczenia silniejszymi lekami (tiopental, propofol).

### Leki

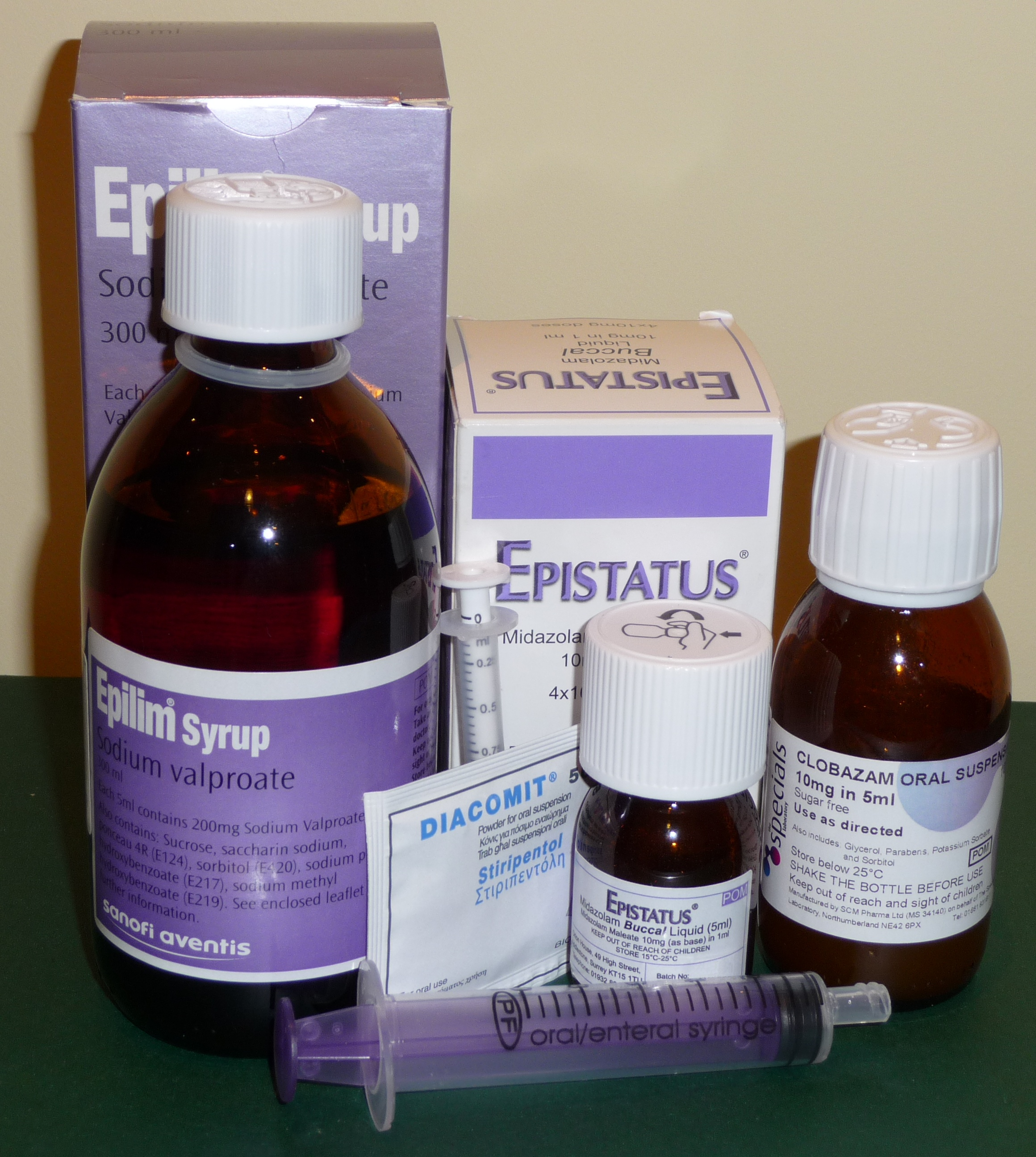
Leki przeciwdrgawkowe

Leczenie padaczki polega na podawaniu leków przeciwdrgawkowych, często przez całe życie chorego. Wybór leku przeciwdrgawkowego zależy od typu napadu, zespołu padaczkowego, innych stosowanych leków, innych problemów zdrowotnych, wieku pacjenta i stylu życia. Wstępnie zaleca się stosowanie jednego leku. Jeśli leczenie nie jest skuteczne, zaleca się zmianę na inny lek. Podawanie dwóch leków jednocześnie jest zalecane jedynie, jeśli leczenie jednym lekiem nie jest skuteczne. W 50% przypadków pierwszy środek jest skuteczny, drugi lek pomaga w około 13% przypadków, a trzeci lub dwa leki stosowane jednocześnie dodatkowo mogą pomóc u 4%. Około 30% pacjentów w dalszym ciągu cierpi na napady pomimo leczenia lekami przeciwdrgawkowymi.
Istnieje wiele dostępnych leków. Fenytoina, karbamazepina i kwas walproinowy wydają się być jednakowo skuteczne zarówno w przypadku napadu ogniskowego, jak i uogólnionego. Karbamazepina o powolnym uwalnianiu wydaje się skuteczna, podobnie jak karbamazepina o natychmiastowym uwalnianiu, i może wywoływać mniej działań niepożądanych. W Wielkiej Brytanii karbamazepina lub lamotrygina są zalecane jako leczenie pierwszego rzutu napadów ogniskowych, natomiast lewetyracetam i kwas walproinowy jako leczenie drugiego rzutu ze względu na koszty i działania niepożądane. Kwas walproinowy jest zalecany w leczeniu pierwszego rzutu napadów uogólnionych, a lamotrygina jako leczenie drugiego rzutu. W przypadku napadów nieświadomości zaleca się etosuksymid lub kwas walproinowy; kwas walproinowy jest szczególnie skuteczny w przypadku napadów mioklonicznych, napadów tonicznych lub atonicznych. Jeśli napady są dobrze kontrolowane w ramach leczenia podstawowego, zazwyczaj nie ma konieczności przeprowadzania badań rutynowych stężenia leku we krwi.
Z innych dostępnych leków jest okskarbazepina – zbliżona budową i działaniem do karbamazepiny, gabapentyna, klonazepam – ten ostatni wpływa na przewodnictwo GABA-ergiczne. Najtańszym lekiem przeciwdrgawkowym jest fenobarbital, którego koszt roczny wynosi około 5 dolarów amerykańskich. Światowa Organizacja Zdrowia zaleca ten lek w leczeniu pierwszego rzutu w krajach rozwijających się i jest on tam powszechnie stosowany. Dostęp do niego może być jednak utrudniony, ponieważ w niektórych krajach uważany jest za lek regulowany prawnie. Podobnie do fenobarbitalu działa prymidon, który ma zbliżone w działaniu metabolity.
W zależności od sposobu i źródła pozyskania danych u 10% do 90% pacjentów zgłaszano działania niepożądane w związku ze stosowaniem leków. Większość działań niepożądanych jest związana z dawką i są one łagodne, są to na przykład zmiany nastroju, senność lub chwiejny chód. Niektóre leki powodują niepożądane skutki uboczne (np. wysypkę) niezwiązane z dawką, działanie toksyczne na wątrobę lub hamowanie czynności szpiku kostnego. Nawet do 25% pacjentów przerywa leczenie z powodu działań niepożądanych. Stosowanie niektórych leków jest związane z występowaniem wad wrodzonych, jeśli są one podawane w okresie ciąży. Kwas walproinowy budzi szczególne obawy, zwłaszcza w przypadku podawania podczas pierwszego trymestru. Mimo to leczenie jest często kontynuowane, jeśli jest skuteczne, ponieważ uważa się, że ryzyko nieleczonej padaczki jest większe, niż ryzyko związane z przyjmowaniem leków.
Powolne odstawianie leków może być uzasadnione u pewnych pacjentów, u których przez okres od dwóch do czterech lat nie wystąpiły napady. Jednakże nawroty pojawiają się u jednej trzeciej pacjentów, najczęściej podczas pierwszych sześciu miesięcy. Przerwanie stosowania leku jest możliwe u około 70% dzieci i 60% dorosłych.

### Leczenie chirurgiczne
Chirurgiczne leczenie padaczki może być opcją dla pacjentów z napadami ogniskowymi, które nie ustępują pomimo stosowania innych form leczenia, czyli przynajmniej próbne zastosowanie dwóch lub trzech leków. Celem leczenia chirurgicznego jest całkowita kontrola napadów. Jest ona osiągalna w około 60–70% przypadków. Najczęściej stosowane metody to usunięcie hipokampu na drodze resekcji przedniego płata skroniowego, usunięcie guza i usunięcie części kory nowej. Niektóre operacje (m.in. kalozotomia) przeprowadzane są w celu zmniejszenia ilości napadów, a nie wyleczenia. Po zabiegu chirurgicznym w wielu przypadkach można stopniowo odstawić leki.
Neurostymulacja może być inną opcją leczenia dla pacjentów, którzy nie nadają się do chirurgicznego leczenia. Trzy rodzaje stymulacji są skuteczne u pacjentów, którzy nie wykazują odpowiedzi na leczenie farmakologiczne: stymulacja nerwu błędnego, stymulacja jądra przedniego wzgórza i odruchowa stymulacja ze sprzężeniem zwrotnym.

### Inne
Wydaje się, że dieta ketogeniczna (wysoki poziom tłuszczu, niska zawartość węglowodanów, odpowiednia zawartość białka) obniża liczbę napadów o połowę u około 30–40% dzieci. Około 10% udaje się pozostać na diecie przez kilka lat, 30% ma zaparcia; często występują też inne działania niepożądane. Mniej restrykcyjne diety były lepiej tolerowane i mogą być bardziej skuteczne. Nie jest jasne, dlaczego taka dieta jest efektywna. Niektóre dane wskazują, że ćwiczenia są także korzystne w celu zapobiegania napadom.
Terapia unikania obejmuje minimalizację lub eliminację czynników wyzwalających. Przykładowo, u osób wrażliwych na światło może być pomocne użycie małego telewizora, unikanie gier wideo lub noszenie przyciemnianych okularów. Niektóre badania wskazują, że pies asystujący osobie z padaczką (forma psa opiekuna) może przewidzieć napad, niemniej jednak nie zostało to wystarczająco zbadane. EEG biofeedback warunkowany instrumentalnie może być pomocny u osób, u których brak jest odpowiedzi na leki. Jednakże nie należy stosować metod psychologicznych w celu zastąpienia leczenia farmakologicznego.

### Medycyna alternatywna
Nie ma wiarygodnych dowodów, które wskazywałyby na korzyści ze stosowania medycyny alternatywnej, w tym akupunktury, oddziaływań psychologicznych, witamin i jogi w leczeniu padaczki. Nie ma również wystarczających dowodów na korzystne działanie melatoniny.
Istnieją dowody naukowe na skuteczność marihuany medycznej w leczeniu epilepsji, mimo że większość świata medycznego kwestionuje zastosowanie marihuany. Obecnie (rok 2016) mechanizm, dzięki któremu marihuana jest efektywna w leczeniu epilesji, nie jest znany i dalsze badania są niezbędne.

## Rokowanie
brak danych
     <50
     50-72,5
     72,5-95
     95-117,5
     117,5-140
     140-162,5
     162,5-185
     185-207,5
     207,5-230
     230-252,5
     252,5-275
     >275

Liczba lat życia skorygowanych niesprawnością dla epilepsji na 100,000 mieszkańców w 2004 roku.
brak danych
<50
50-72,5
72,5-95
95-117,5
117,5-140
140-162,5
162,5-185
185-207,5
207,5-230
230-252,5
252,5-275
>275

Padaczka nie jest uleczalna, jednakże poprzez przyjmowanie leku można uzyskać skuteczną kontrolę nad napadami u ok. 70% pacjentów. Wśród przypadków napadu uogólnionego ponad 80% można dobrze kontrolować przy pomocy leków, przy czym w przypadku napadu ogniskowego – tylko 50%. Jednym ze wskaźników długoterminowych wyników jest liczba napadów występujących w pierwszych sześciu miesiącach. Inne czynniki zwiększające niekorzystne rokowanie obejmują słabą odpowiedź na wstępne leczenie, uogólnione napady, zachorowania na padaczkę w rodzinie, zaburzenia psychiczne i zapis EEG wskazujący na uogólnioną aktywność padaczkową. W krajach rozwijających się 75% ludzi nie jest leczonych lub nie jest leczonych właściwie. W Afryce 90% ludności nie uzyskuje leczenia. Jest to częściowo związane z niedostępnością lub wysokimi kosztami właściwych leków.

### Umieralność
Osoby cierpiące na padaczkę są narażone na zwiększone ryzyko śmierci. Ryzyko to jest większe o 1,6- do 4,1 raza niż w ogólnej populacji i jest często związane z podstawową przyczyną napadów, stanem padaczkowym, samobójstwem, urazem i nagłą nieoczekiwaną śmiercią w padaczce (SUDEP). Zgony z powodu stanu padaczkowego są głównie spowodowane chorobą podstawową, a nie pominięciem dawki leków. Ryzyko samobójstwa u osób z padaczką jest zwiększone około trzy do sześciu razy. Przyczyna tego nie jest jasna. Nagła nieoczekiwana śmierć w padaczce wydaje się być częściowo powiązana z częstością uogólnionych napadów toniczno-klonicznych i stanowi około 15% zgonów w związku z padaczką. Nie wiadomo, jak zmniejszyć to ryzyko. Największy wzrost umieralności z powodu padaczki odnotowuje się w podeszłym wieku. Osoby cierpiące na padaczkę z nieznanego powodu mają nieznacznie podwyższone ryzyko. Szacunkowo 40–60% zgonów w Wielkiej Brytanii można uniknąć. W krajach rozwijających się wiele zgonów jest związanych z nieleczeniem padaczki, które prowadzi do upadków lub stanu padaczkowego.

## Epidemiologia
Padaczka jest jednym z najczęstszych poważnych zaburzeń neurologicznych, na które cierpi około 65 milionów ludzi na świecie. Choruje na nią 1% populacji w wieku 20 lat i 3% populacji w wieku 75 lat. Częściej występuje u mężczyzn, niż u kobiet, przy czym różnica ta jest niewielka. Większość osób cierpiących na tę chorobę (80%) żyje w krajach rozwijających się.
Liczba ludzi obecnie cierpiących na aktywną postać padaczki sięga 5–10 na 1000, przy czym aktywna postać padaczki jest definiowana jako padaczka z przynajmniej jednym napadem w ciągu ostatnich pięciu lat. Każdego roku na padaczkę zapada 40–70 na 100 000 osób w krajach rozwiniętych i 80–140 na 100 000 osób w krajach rozwijających się. Ubóstwo zawsze stanowi ryzyko bez względu na to, czy osoba pochodzi z biednego kraju, czy jest uboga w porównaniu z innymi. W krajach rozwiniętych ludzie zapadają na padaczkę zarówno w młodym, jak i starszym wieku. W krajach rozwijających się jej początek częściej następuje u starszych dzieci i młodych dorosłych ze względu na wysoki odsetek urazów i chorób zakaźnych. W latach 1970–2003 w krajach rozwiniętych liczba zachorowań na rok uległa zmniejszeniu u dzieci i zwiększeniu wśród dorosłych. Jest to związane częściowo z lepszym odsetkiem przeżyć po udarze u osób w podeszłym wieku.

## Historia
Przypadki padaczki odnaleziono w najstarszej dokumentacji medycznej z początków znanej nam historii. W czasach starożytnych uważano, że zaburzenie to jest stanem duchowym. Najstarszy na świecie opis napadu padaczkowego pochodzi z tekstu w języku akadyjskim (język używany w starożytnej Mezopotamii) i został napisany ok. 2000 r. p.n.e. Osoba opisana w tekście została zdiagnozowana jako będąca pod wpływem Boga Księżyca i poddana egzorcyzmom. Istnieją wzmianki o napadach padaczkowych w Kodeksie Hammurabiego (1790 r. p.n.e.), gdzie stanowią one powód dla zwrotu zakupionego niewolnika, i w papirusie Edwina Smitha (1700 r. p.n.e.), w którym opisane są przypadki osób cierpiących na drgawki padaczkowe.
Najstarszy znany szczegółowy zapis zaburzenia występuje w Sakikkū, tekście medycznym z Babilonii zapisanym pismem klinowym z 1067-1046 r. p.n.e. Tekst ten podaje objawy podmiotowe i przedmiotowe, szczegóły leczenia, możliwe wyniki oraz opisuje wiele cech różnych rodzajów napadów. Z uwagi na to, że mieszkańcy Babilonii nie posiadali wiedzy biomedycznej dotyczącej natury tej choroby, wiązali oni napady z opętaniem przez złe duchy i nawoływali do leczenia tego stanu w sposób duchowy. Około roku 900 p.n.e. Punarvasu Ātreya opisał padaczkę jako utratę świadomości; definicja ta została przejęta do tekstu ajurwedycznego Charaka Samhita (około 400 r. p.n.e.).

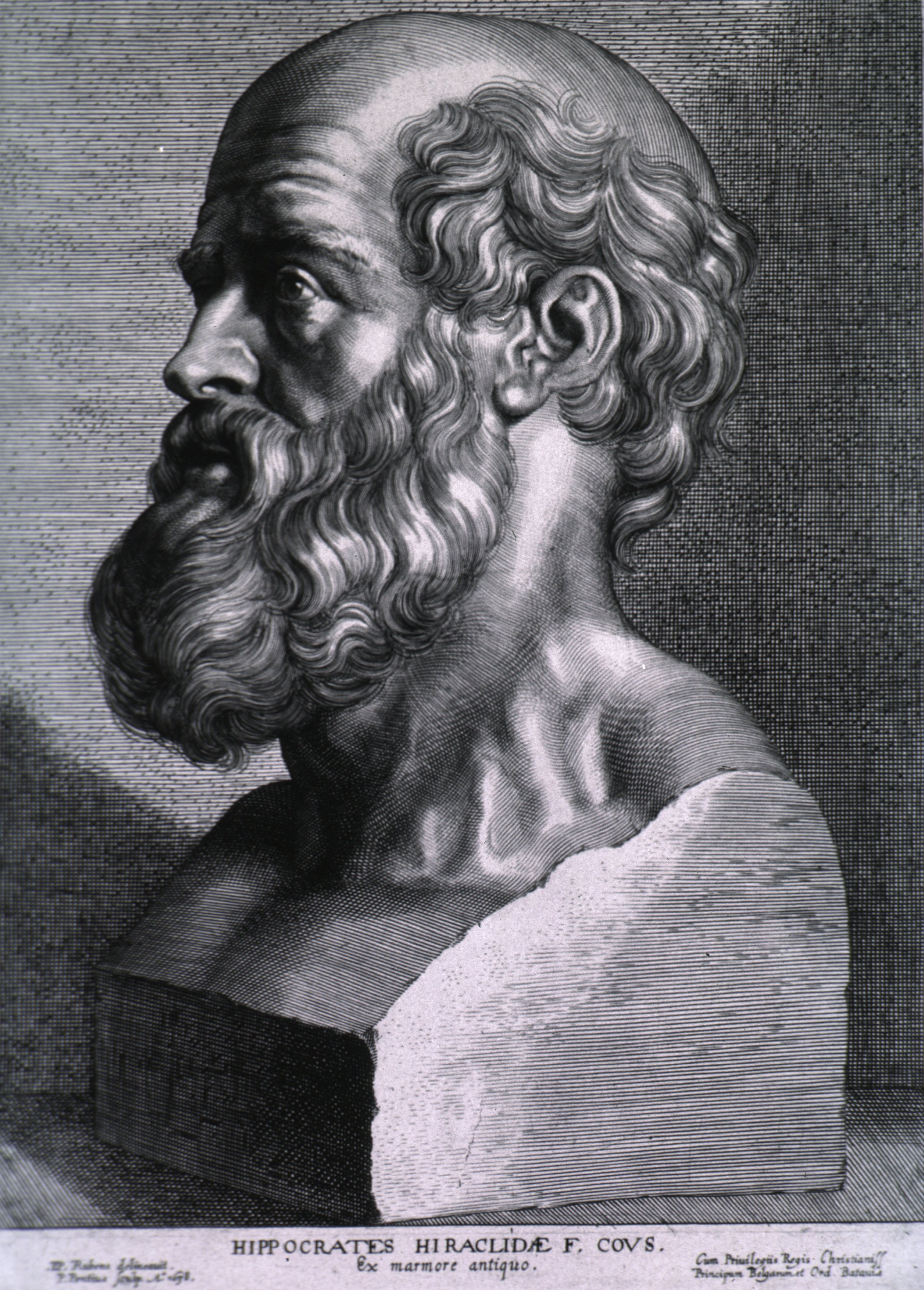
Hipokrates, miedzioryt z XVII w. prezentujący antyczne popiersie wykonany przez Petera Paula Rubensa.

Starożytni Grecy mieli sprzeczne poglądy na temat tej choroby. Postrzegali padaczkę jako formę opętania, a także przejaw geniuszu i boskości. Nazywano ją między innymi świętą chorobą. Wzmianki o padaczce odnaleźć można w mitologii greckiej. Uważana była ona za utrapienie zsyłane przez boginię księżyca Selene i Artemisa na tych, którzy się im narażali. Grecy wierzyli, że między innymi Juliusz Cezar i Herkules cierpieli właśnie na tę chorobę. Godnym uwagi wyjątkiem od przeświadczenia o boskim i duchowym pochodzeniu tej choroby była koncepcja szkoły Hipokratesa. W V w. p.n.e. Hipokrates odrzucił pogląd, jakoby choroba ta była wywoływana przez duchy. W swoim przełomowym dziele O świętej chorobie uznał, że padaczka nie była związana z działaniem bogów, tylko była problemem natury medycznej, który miał swoje podłoże w mózgu. Zarzucił, że wyznawanie poglądu, jakoby choroba była konsekwencją działania siły boskiej, jest szerzeniem ignorancji poprzez zabobonną wiarę w magię. Hipokrates zasugerował, że choroba jest dziedziczna, a jeśli ujawniała się we wczesnej młodości, rokowania były mniej korzystne. Hipokrates opisał aspekty fizyczne padaczki oraz nietolerancję ze strony społeczeństwa. Nie używał on pojęcia święta choroba, tylko nazywał ją wielką chorobą, co stanowiło podstawę nowoczesnego nazewnictwa grand mal stosowanego do napadów uogólnionych. Pomimo pracy opisującej w szczegółach fizyczne podłoże choroby, poglądy Hipokratesa nie były akceptowane w jego czasach. Przynajmniej do XVII wieku winą za chorobę obarczano diabelskie moce.
W starożytnym Rzymie padaczka znana była jako Morbus Comitialis („choroba sali obrad”) i uważana była za klątwę zesłaną przez bogów. Niegdyś w tradycji północnych Włoszech padaczka znana była jako niemoc świętego Walentego.
W większości kultur osoby cierpiące na padaczkę były piętnowane, stroniono od nich, lub nawet zamykano je w więzieniach. Jeszcze w drugiej połowie XX wieku w Tanzanii i innych częściach Afryki wierzono, że padaczka jest wynikiem opętania, czarów lub otrucia i jest chorobą zaraźliwą.
W połowie XIX wieku wprowadzono pierwszy skuteczny lek przeciwpadaczkowy – bromek. Pierwszy nowoczesny lek, fenobarbital, został opracowany w 1912 roku, a od 1938 roku zaczęto go stosować z fenytoiną.

## Społeczeństwo i kultura

### Stygmatyzacja
Stygmatyzacja często dotyka osób cierpiących na padaczkę na całym świecie. Może ona mieć negatywny wpływ pod względem finansowym, społecznym, jak i kulturowym. W Indiach i Chinach padaczka może stanowić powód odmowy zgody na zawarcie małżeństwa. Ludzie w niektórych regionach świata wciąż wierzą, że padaczka jest klątwą. W Tanzanii, podobnie jak w niektórych innych krajach Afryki, padaczka jest wiązana z opętaniem przez diabelskie moce, gusła lub zatruciem; wiele osób uważa, że jest zaraźliwa, na co brak jest dowodów. Do 1970 roku w Wielkiej Brytanii istniało prawo uniemożliwiające osobom cierpiącym na padaczkę wstępowanie w związek małżeński. Stygmatyzacja sprawia, że niektórzy ludzie cierpiący na padaczkę nie przyznają się, że kiedykolwiek występowały u nich napady.

### Ekonomia
W 2004 roku w Europie padaczka była związana z kosztami w wysokości około 15,5 miliarda euro. W Stanach Zjednoczonych napady mają przełożenie na bezpośrednie koszty ekonomiczne w wysokości około miliarda dolarów. Szacuje się, że w Indiach padaczka generuje koszty w wysokości 1,7 miliarda dolarów amerykańskich, 0,5% krajowego produktu brutto. W Stanach Zjednoczonych jest ona przyczyną około 1% wizyt na oddziałach doraźnej pomocy (2% w przypadku oddziałów pomocy doraźnej dla dzieci).

### Prowadzenie pojazdów
Osoby cierpiące na padaczkę są narażone na około dwukrotnie wyższe ryzyko wypadku samochodowego i stąd w wielu regionach świata nie zezwala się im na prowadzenie pojazdu samochodowego lub muszą one spełnić określone warunki. W pewnych regonach świata lekarze są zobligowani przez prawo do zgłaszania odpowiednim urzędom, jeśli u danej osoby występowały napady, podczas gdy w innych regionach wymaga się, aby lekarze sugerowali zainteresowanym osobom samodzielne zgłaszanie się. Do krajów, w których lekarze muszą zgłaszać przypadki napadów padaczkowych, należą Szwecja, Austria, Dania i Hiszpania. Natomiast kraje, w których wymaga się, aby zainteresowana osoba zgłosiła je samodzielnie, obejmują Wielką Brytanię i Nową Zelandię, przy czym lekarz może dokonać zgłoszenia, jeśli uważa, że dana osoba jeszcze tego nie zrobiła. W Kanadzie, Stanach Zjednoczonych i Australii wymogi dotyczące zgłaszania napadów padaczkowych różnią się w zależności od prowincji lub stanu. Jeśli napady są dobrze kontrolowane, uważa się, że zezwolenie na prowadzenie pojazdu samochodowego jest zasadne. Wymagany czas bez napadów różni się w zależności od kraju. Wiele krajów wymaga od roku do trzech lat bez napadów. W Stanach Zjednoczonych okres bez napadów jest określany przez każdy stan oddzielnie i wynosi od trzech miesięcy do roku.
Osoby cierpiące na padaczkę lub osoby z napadami zazwyczaj nie mogą otrzymać licencji pilota. W Kanadzie istnieje możliwość uzyskania ograniczonej licencji pilota po pięciu latach przez osobę, u której nie wystąpił więcej niż jeden napad, pod warunkiem, że wszystkie inne badania są w normie. Licencję taką mogą otrzymać osoby z drgawkami gorączkowymi i napadami związanymi z lekami. W Stanach Zjednoczonych Federalna Administracja Lotnictwa nie zezwala na udzielanie licencji pilota zawodowego osobom chorym na padaczkę. Rzadko dopuszcza się wyjątki u osób, które miały pojedynczy napad lub drgawki gorączkowe, ale u których nie występowały drgawki w okresie dorosłym bez przyjmowania leków. W Wielkiej Brytanii dla uzyskania pełnej krajowej licencji pilota turystycznego wymaga się spełnienia tych samych kryteriów, co w przypadku prawa jazdy zawodowego kierowcy. Niezbędny okres bez napadów i bez przyjmowania leków wynosi w tym wypadku dziesięć lat. Osoby, które nie spełniają tego wymogu, mogą ubiegać się o ograniczoną licencję, jeśli nie występowały u nich napady przez okres pięciu lat.

### Organizacje wsparcia
Istnieje wiele organizacji non-profit, które dostarczają wsparcia ludziom i rodzinom dotkniętym padaczką. Jedną z nich w Wielkiej Brytanii jest Joint Epilepsy Council of the UK and Ireland. W celu podniesienia świadomości w zakresie padaczki w 2008 roku ustalono Lawendowy dzień, który przypada 28 marca. Inne działania mające na celu poszerzenie wiedzy obejmują kampanię przeciwpadaczkową pod hasłem „Wyjść z cienia” (ang. Out of the Shadows), która jest wspólną akcją WHO, Międzynarodowej Ligi Przeciwpadaczkowej (ILAE) oraz Międzynarodowego Biura ds. Padaczki (IBE).
14 lutego obchodzony jest Dzień Chorego na Padaczkę, a patronem chorych na padaczkę jest św. Walenty.

### Znane osoby chore na padaczkę
- Napoleon Bonaparte[113][114]
- Juliusz Cezar[115][116][117]
- Ian Curtis[118]
- Philip K. Dick[119][120]
- Fiodor Dostojewski[121][122]
- Włodzimierz Lenin[123]
- Pius IX[124][125][126]
- Iwan V Romanow[127]
- Sokrates[128]
- Jan Windsor
- Neil Young[129]

## Badania
Prognozowanie napadu obejmuje próby prognozowania napadu padaczkowego przed jego wystąpieniem w oparciu o EEG. Zgodnie ze stanem na 2011 rok brak jest efektywnego mechanizmu dającego możliwość przewidzenia napadów. W celu stworzenia modelu zwierzęcego padaczki wykorzystano zjawisko rozniecania, gdzie powtórne ekspozycje na zdarzenia, które mogłyby wywołać napady, ostatecznie ułatwiają ich wystąpienie.
Terapia genowa jest także badana w przypadku pewnych typów padaczki. Istnieje niewiele dowodów na skuteczność leków wpływających na funkcję odpornościową, którymi są na przykład immunoglobuliny podawane dożylnie. Zgodnie ze stanem na 2012 rok nieinwazyjna skuteczność radiochirurgii stereotaktycznej w przypadku pewnych typów padaczki jest porównywana do standardowej chirurgii.

## Inne zwierzęta
Padaczka występuje u wielu zwierząt, w tym psów i kotów; jest ona najczęstszym zaburzeniem mózgu występującym u psów. Jest zazwyczaj leczona przy pomocy leków przeciwpadaczkowych: fenobarbitalu u psów i kotów lub bromku potasu u psów. Podczas gdy napady uogólnione u koni są dość łatwe do zdiagnozowania, może być to trudniejsze w przypadku nieuogólnionych napadów. Wtedy pomocne może okazać się EEG.

## Klasyfikacja ICD10
| kod ICD10     | nazwa choroby                                                                                        |
| ------------- | --- |
| ICD-10: G40   | Padaczka                                                                                             |
| ICD-10: G40.0 | Padaczka samoistna (ogniskowa) (częściowa) i zespoły padaczkowe z napadami o zlokalizowanym początku |
| ICD-10: G40.1 | Padaczka objawowa (ogniskowa) (częściowa) i zespoły padaczkowe z prostymi napadami częściowymi       |
| ICD-10: G40.2 | Padaczka objawowa (ogniskowa) (częściowa) i zespoły padaczkowe ze złożonymi napadami częściowymi     |
| ICD-10: G40.3 | Uogólniona samoistna padaczka i zespoły padaczkowe                                                   |
| ICD-10: G40.4 | Inne postacie uogólnionej padaczki i zespołów padaczkowych                                           |
| ICD-10: G40.5 | Szczególne zespoły padaczkowe                                                                        |
| ICD-10: G40.6 | Napady „grand mal”, nieokreślone (z lub bez napadów „petit mal”)                                     |
| ICD-10: G40.7 | „Petit mal”, nieokreślone, bez napadów „grand mal”                                                   |
| ICD-10: G40.8 | Inne padaczki                                                                                        |
| ICD-10: G40.9 | Padaczka, nieokreślona                                                                               |
| ICD-10: G41   | Stan padaczkowy                                                                                      |
| ICD-10: G41.0 | Stan padaczkowy typu „grand mal”                                                                     |
| ICD-10: G41.1 | Stan padaczkowy typu „petit mal”                                                                     |
| ICD-10: G41.2 | Złożony częściowy stan padaczkowy                                                                    |
| ICD-10: G41.8 | Inne stany padaczkowe                                                                                |
| ICD-10: G41.9 | Stan padaczkowy, nieokreślony                                                                        |